# Foro de las Naciones Unidas sobre los bosques
El Foro de las Naciones Unidas sobre los bosques (UNFF por sus siglas en inglés) es un foro político intergubernamental de alto nivel. El foro incluye a todos los Estados miembros de las Naciones Unidas, los observadores permanentes, la secretaría del UNFF, la Asociación de Colaboración en materia de Bosques (CPF por sus siglas en inglés), procesos y organizaciones regionales, y grandes grupos.

## Historia
En 1992, la Conferencia de Naciones Unidas sobre medio ambiente y desarrollo, (“Cumbre de la Tierra”), celebrada en Río de Janeiro, adoptó la no vinculante Declaración de principios para un consenso mundial en la gestión, conservación y desarrollo sostenibles de todos los tipos de bosques (Principios relativos a los bosques) junto con la Agenda 21, que incluía un capítulo (el 11) sobre «Combatir la deforestación».
Según lo acordado en la Cumbre de la Tierra, la ONU estableció el Panel intergubernamental sobre bosques (IPF por sus siglas en inglés) y su sucesor, el Foro intergubernamental sobre bosques (IFF por sus siglas en inglés), para implantar los Principios relativos a los bosques y el capítulo 11 de la Agenda 21. De 1995 a 2000, los procesos IPF/IFF trataron asuntos tales como las causas subyacentes de la deforestación; conocimiento tradicional relacionado con los bosques; cooperación internacional en asistencia financiera y transferencia tecnológica; desarrollo de criterios e indicadores para la gestión forestal sostenible; y comercio y medio ambiente. Los procesos IPF/IFF resultaron en un conjunto de 270 propuestas de acción para promover la gestión, conservación y desarrollo sostenibles de todos los tipos de bosques.
En 2000, el Consejo Económico y Social de las Naciones Unidas (ECOSOC) estableció el Foro de las Naciones Unidas sobre los bosques (UNFF) con el objetivo principal de promover «… la gestión, conservación y desarrollo sostenibles de todos los tipos de bosques y para fortalecer el compromiso político a largo plazo con este fin…», objetivo basado en la Declaración de Río , los Principios relativos a los bosques, el capítulo 11 de la Agenda 21 y los resultados de los procesos IPF/IFF y otros hitos claves de la política forestal internacional.

## Funciones principales
```
   Estas son algunas de las          ::funciones principales que se ::acordaron en el foro 
```

En seguida las verán
- Facilitar la aplicación de acuerdos relacionados con los bosques y fomentar la comprensión común en la gestión forestal sostenible;
- Proporcionar un desarrollo continuado de políticas y de diálogo entre gobiernos y organizaciones internacionales, incluidos los grandes grupos identificados en la Agenda 21, así como abordar temas forestales y preocupaciones emergentes de manera holística, amplia e integrada;
- Realzar la cooperación así como la política y la coordinación de programas sobre asuntos forestales;
- Fomentar la cooperación internacional;
- Controlar, evaluar e informar sobre el progreso de las funciones y objetivos citados más arriba; y
- Fortalecer el compromiso político para la gestión, conservación y desarrollo sostenibles de todos los tipos de bosques.

## Objetivos forestales mundiales
En 2006, en su sexta sesión, el UNFF acordó 4 objetivos forestales mundiales compartidos:
- Revertir la pérdida de cubierta forestal en todo el mundo a través de la gestión forestal sostenible , incluyendo protección, restauración, forestación y reforestación, y aumentar los esfuerzos para impedir la degradación forestal;
- Destacar los beneficios económicos,  sociales y medioambientales que se basan en el bosque mediante la mejora de la vida de las personas que dependen de él;
- Aumentar significativamente el área de bosques gestionados sosteniblemente, incluidos los protegidos, y aumentar la proporción de productos forestales obtenidos de bosques gestionados sosteniblemente; y
- Revertir la disminución en ayuda oficial al desarrollo para gestión forestal sostenible y extraer de todas las fuentes recursos financieros significativamente incrementados, tanto nuevos como adicionales para aplicar la gestión forestal sostenible.

## Instrumento no vinculante sobre todos los tipos de bosques
El 17 de diciembre de 2007, la asamblea General de la ONU adoptó el Instrumento jurídicamente no vinculante sobre todos los tipos de bosques, negociado por el UNFF a principios de ese año. Los objetivos de este instrumento son:
- Fortalecer la acción y compromiso políticos a todos los niveles para aplicar eficazmente la gestión sostenible de todos los tipos de bosques y para conseguir los objetivos forestales mundiales compartidos;
- Destacar la contribución de los bosques a la consecución de los objetivos de desarrollo internacionalmente acordados, incluidos los Objetivos de Desarrollo del Milenio, en particular con respeto a la erradicación de pobreza y a la sostenibilidad medioambiental;
- Proporcionar un marco para la acción nacional y la cooperación internacional;

## Asociación de Colaboración en materia de Bosques
La Asociación de Colaboración en materia de Bosques (CPF por sus siglas en inglés, aunque también tiene como idiomas de trabajo el español y el francés), una agrupación de 14 organizaciones internacionales relacionadas con los bosques, instituciones y secretarías de convenciones, se estableció en abril de 2001, siguiendo la recomendación del Consejo Económico y Social de las Naciones Unidas. La CPF trabaja para apoyar las tareas del UNFF y de sus países miembros, y para fomentar una mejor cooperación y coordinación forestales. Los miembros de la CPF son:
- El Centro para la Investigación Forestal Internacional (CIFOR por sus siglas en inglés) es una organización para investigar la silvicultura establecida por el Grupo Consultivo en Investigación Agrícola Internacional (CGIAR por sus siglas en inglés). El CIFOR trabaja a través de convenios de investigación como 'centro sin paredes', adoptando un enfoque holístico e interdisciplinario para solucionar problemas forestales generales o extendidos, con el objetivo de contribuir a mantener el bienestar de las personas en países en desarrollo, particularmente en los trópicos.
- La Organización de las Naciones Unidas para la Alimentación y la Agricultura (FAO por sus siglas en inglés) ayuda a países en desarrollo y en transición a modernizar y mejorar su agricultura, silvicultura y pesca. El Departamento de Silvicultura abandera una visión amplia de gestión forestal sostenible a través de consejos sobre política, valoraciones forestales y apoyo técnico a gobiernos, a la vez que fomenta asociaciones con la sociedad civil y la industria para la aplicación de programas forestales nacional.
- La Organización Internacional de las Maderas Tropicales (ITTO por sus siglas en inglés, aunque también utiliza la abreviatura OIMT en español, uno de sus idiomas de trabajo) promueve la conservación y gestión sostenible, uso y comercio de los recursos del bosque tropical. Desarrolla políticas internacionalmente acordadas y ayuda a los países tropicales miembros a adaptar estas políticas a las circunstancias locales y a aplicarlas sobre el terreno a través de proyectos. Hasta 2009,  ha financiado más de 900 proyectos y actividades con 330 millones de dólares norteamericanos ($).
- La Unión Internacional para la Conservación de la Naturaleza (IUCN por sus siglas en inglés) es una red formada por estados, agencias estatales, oenegés, científicos y expertos. El objetivo del Programa de Conservación del Bosque de la IUCN es destacar y optimizar la contribución de bosques y árboles a la reducción de la pobreza rural, una conservación de biodiversidad equitativa y a largo plazo, y el suministro sostenible de bienes y servicios relacionados con el bosque.
- La Unión Internacional de Organizaciones de Investigación Forestal (IUFRO por sus siglas en inglés) es una red internacional no gubernamental de científicos forestales sin ánimo de lucro. Promueve la cooperación mundial en investigación forestal y destaca la comprensión de los aspectos ecológicos, económicos y sociales de bosques y árboles. Difunde conocimiento científico entre afectados y decisores, y contribuye a políticas forestales y gestión forestal sobre el terreno.
- La secretaría del Convenio sobre la Diversidad Biológica (CBD por sus siglas en inglés) apoya la aplicación de esta convención, que tiene tres objetivos: conservación de la biodiversidad, uso sostenible de sus componentes, y aprovechamiento compartido de los beneficios de los recursos genéticos de manera justa y equitativa. El CBD aborda directamente asuntos forestales a través de su programa expandido de trabajos sobre la diversidad biológica en los bosques, con el enfoque de ecosistema como el marco de acción primario. También lo hace a través de sus otros programas temáticos de trabajo en asuntos transversales, incluidos el conocimiento tradicional y las áreas protegidas.
- La secretaría del Fondo para el Medio Ambiente Mundial (GEF por sus siglas en inglés) proporciona subvenciones a países en desarrollo para proyectos y programas que benefician el medio ambiente mundial y promueven vidas sostenibles en comunidades locales. Como mecanismo financiero para las tres convenciones medioambientales sobre bosques (UNFCCC, CBD y UNCCD), el GEF ha estado financiando actividades de gestión forestal sostenible desde su establecimiento en 1991. De las 7 áreas focales del GEF (biodiversidad, cambio climático, gestión forestal sostenible, degradación del suelo, contaminantes orgánicos persistentes, aguas internacionales y capa de ozono) las 4 primeras son particularmente pertinentes para los bosques.
- La secretaría de la Convención de las Naciones Unidas para la Lucha contra la Desertificación (UNCCD por sus siglas en inglés) trabaja con sus países miembros para llevarla a la práctica. Esta convención es el único marco internacional legalmente vinculante que aborda la desertificación. Se basa en los principios de participación, asociación y descentralización. La UNCCD se centra en mejorar la productividad de la tierra, rehabilitar tierras, y conservación y gestionar sosteniblemente la tierra y los recursos hídricos.
- La secretaría del Foro de las Naciones Unidas sobre los bosques (UNFF) proporciona apoyo para el diálogo de política internacional sobre gestión forestal sostenible. La secretaría de la UNFF trabaja con una amplia gama de organizaciones internacionales y afectados para facilitar la cooperación y coordinación en temas forestales mundiales. Sirve como punto focal del Departamento de Asuntos Sociales y Económicos (DESA por sus siglas en inglés) para todos los asuntos relacionados con los bosques. También sirve de secretaría para la Asociación Colaborativa para los Bosques.
- La Convención Marco de las Naciones Unidas sobre el Cambio Climático (UNFCCC) proporciona la base para la acción internacional concertada con los fines de mitigar el cambio climático y de adaptarse a sus impactos. La secretaría de la UNFCCC apoya a todas las instituciones implicadas en la lucha contra el cambio climático, y en particular a la Conferencia de las Partes (COP). Entre otras cosas, la Secretaría es responsable de la publicación, recopilación y revisión técnica de los inventarios anuales de gases de efecto invernadero de las partes listadas en el Anexo I del Protocolo de Kioto. En estos inventarios se incluyen el uso de la tierra, su cambio de uso y el sector silvícola, y la consideración de enfoques políticos e incentivos positivos para reducir las emisiones provenientes de la deforestación en países en desarrollo.
- El Programa de las Naciones Unidas para el Desarrollo (UNDP por sus siglas en inglés) es la red de desarrollo global de la ONU, una organización que aboga por el cambio y por conectar los países al conocimiento, experiencia y recursos necesarios para ayudar a que las personas construyan una vida mejor. El UNDP trabaja sobre el terreno en 166 países. Es una agencia de aplicación del GEF.
- El Programa de las Naciones Unidas para el Medio Ambiente (UNEP por sus siglas en inglés) es la voz del medio ambiente en el sistema de la ONU. La misión del UNEP es proporcionar liderazgo y fomentar asociaciones que cuiden el medio ambiente, inspirando, informando y permitiendo a las naciones y gentes mejorar su calidad de vida sin comprometer la de generaciones futuras. El UNEP también es una agencia de aplicación del GEF.
- El Centro Agroforestal Mundial, con sede en Nairobi, Kenia, es la institución que ostenta el liderazgo mundial en la investigación de los diversos papeles que desempeñan los árboles en los paisajes agrícolas y formas de vida rurales.  Como parte de su trabajo (aportar soluciones basadas en árboles para combatir la pobreza y los problemas medioambientales) los investigadores de este centro,  trabajando en colaboración cercana con socios nacionales, han desarrollado nuevas tecnologías, herramientas y recomendaciones de política para mejorar la seguridad alimentaria aumentada y la salud de ecosistema.
- La misión del Banco Mundial es reducir la pobreza en el mundo y mejorar los estándares de vivda. Su estrategia forestal se basa en 3 pilares interrelacionados y de igual importancia: aprovechar el potencial de bosques para reducir la pobreza, integrar a los bosques en el desarrollo económico sostenible y proteger los valores forestales mundiales. El Banco Mundial también es una agencia de aplicación del GEF.

### Premio de campeón del bosque Wangari Maathai
En 2012, la CPF lanzó el Premio de campeón del bosque Wangari Maathai para honrar la vida y trabajo de la premio Nobel de la paz Wangari Maathai.
Los ganadores han sido:
- 2012 Narayan Kaji Shrestha con una mención de honor a Kurshida Begum[1]
- 2014 Martha Isabel Pati Ruiz Corzo con una mención de honor a Chut Wutty[2]
- 2015 Gertrude Kabusimbi Kenyangi[3]